# دابل پولسار
دابل‌پولسار یک ابزار درب پشتی است که توسط اکوئیشن گروپ (آژانس امنیت ملی ایالات متحده آمریکا) توسعه یافته‌است. این اطلاعات توسط این اطلاعات توسط شادو بروکرز در اوایل سال ۲۰۱۷ افشا شد. این ابزار توانست در طی چند هفته حدود ۲۰۰۰۰۰ از رایانه‌هایی که از سیستم‌عامل مایکروسافت ویندوز استفاده می‌کردند را آلوده کند و در سال ۲۰۱۷ در کنار اترنال بلو در حمله باج‌افزار واناکرای مورد استفاده قرار گرفت. نخستین‌بار شرکت ایست گونه‌ای از دابل‌پولسار را در مارس ۲۰۱۶ پیدا کرد.
شان دیلون تحلیلگر ارشد شرکت امنیتی ریسک‌سنس، کسی بود که برای نخستین‌بار از وجود دابل‌پولسار آگاه شد. او گفت که اکسپلویت دابل‌پولسار آژانس امنیت ملی ایالات متحده آمریکا ۱۰ بار بدتر از باگ امنیتی هارت‌بلید است که دابل‌پولسالر به عنوان بار مفید اولیه استفاده می‌کند. دابل‌پولسار در کرنل مود اجرا می‌شود؛ که به هکرها سطح دسترسی بالایی برای کنترل سامانه رایانه‌ای می‌دهد. دابل‌پولسار پس از نصب، از ۳ تا دستور پینگ، کیل کردن، exec استفاده می‌کند. دستور آخر، می‌تواند بدافزار را روی سیستم بارگذاری کند.